# Schronisko obok Ruin Zamku w Ogrodzieńcu Pierwsze
Schronisko obok Ruin Zamku w Ogrodzieńcu Pierwsze – jaskinia na Górze Janowskiego we wsi Podzamcze, w województwie śląskim, w powiecie zawierciańskim, w gminie Ogrodzieniec. Znajduje się w skale na północno-wschodnim krańcu skalnego muru przy hotelu nad Zamkiem Ogrodzieniec. Skała ta przez wspinaczy skalnych nazywana jest Demonem, a wzniesienie, na którym znajduje się mur skalny jest najwyższym wzniesieniem Wyżyny Krakowsko-Częstochowskiej.

## Opis obiektu
Schronisko znajduje się u północno-wschodniej podstawy ściany Demona, przez wspinaczy skalnych zaliczanego do grupy skał Wielbłąda. Jest to wysoka nyża o dużym otworze wychodzącym na łagodnie nachylony, północny stok Góry Janowskiego. Jest przewiewne i w całości widne. Brak w nim roślin.
Obok schroniska biegnie Szlak Orlich Gniazd. Schronisko znane jest od dawna i często odwiedzane. Po raz pierwszy opisał go Kazimierz Kowalski w 1951 roku, ale błędnie go zlokalizował i błędnie określił ekspozycję otworu. Aktualny plan schroniska opracował A. Polonius w 2010 r.
U północno-wschodnich podnóży skały Wielbłąd, powyżej Schroniska obok Ruin Zamku w Ogrodzieńcu Pierwszego, znajduje się jeszcze drugie schronisko – Schronisko Górne obok Ruin Zamku w Ogrodzieńcu.

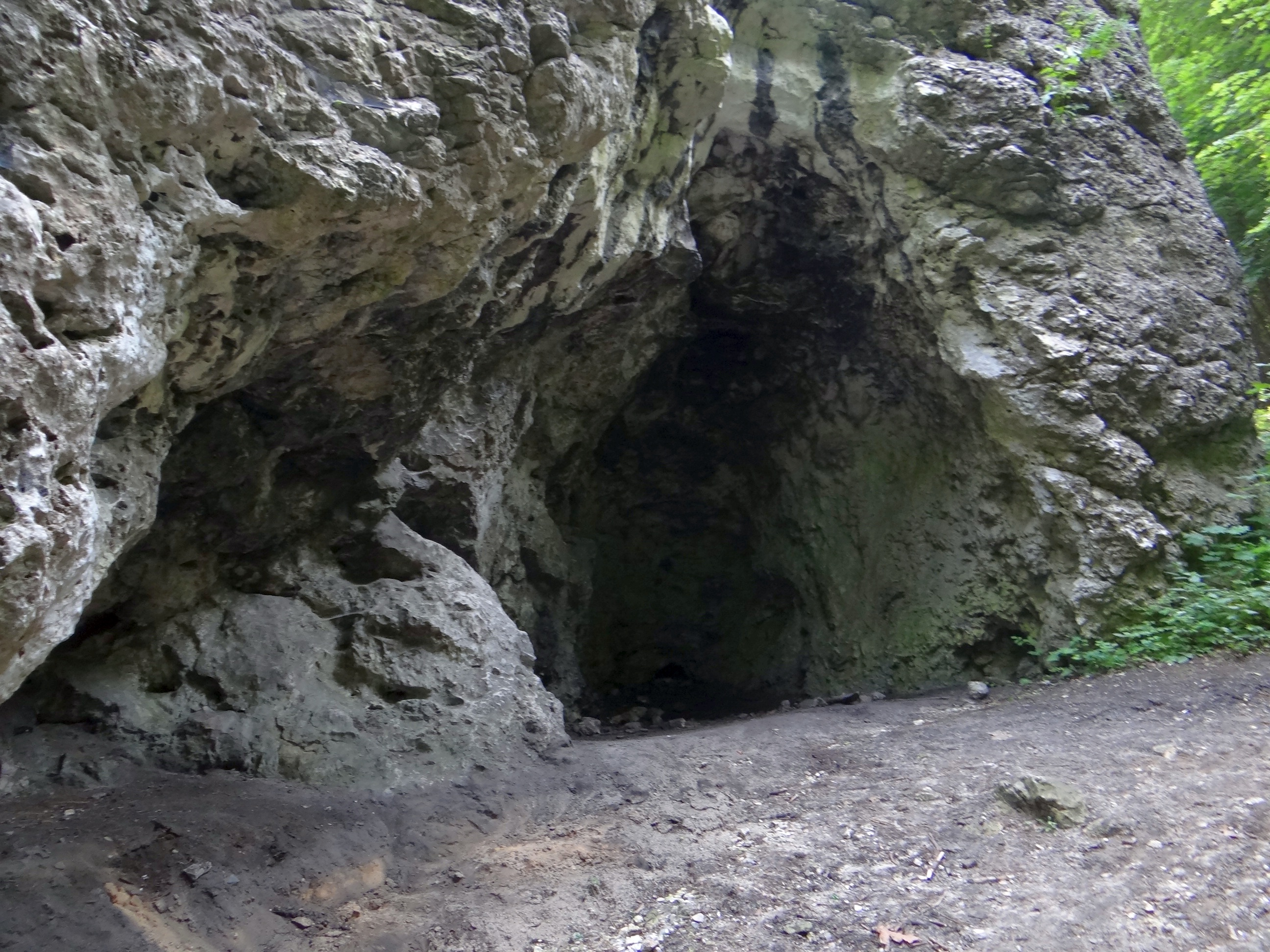
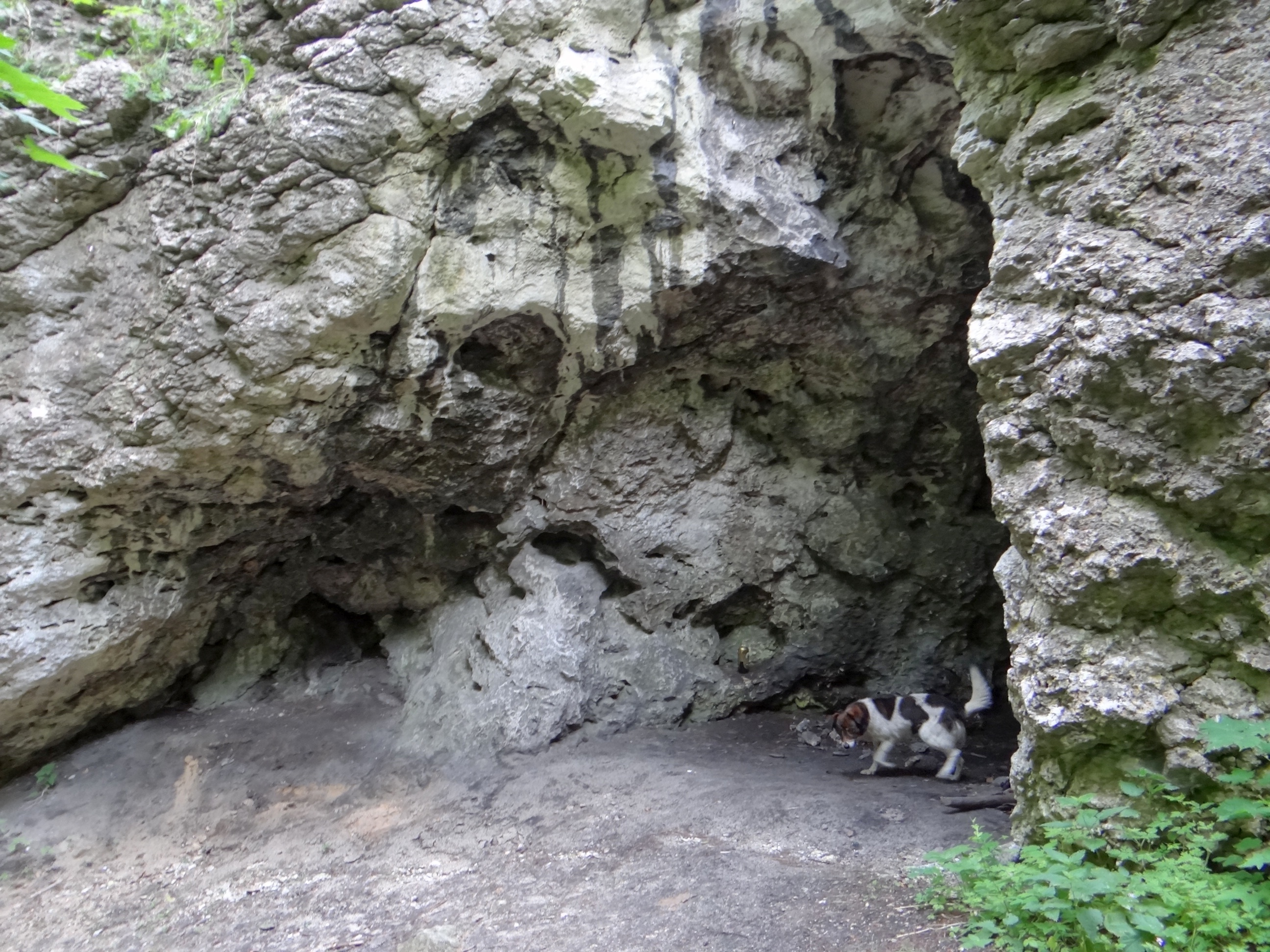
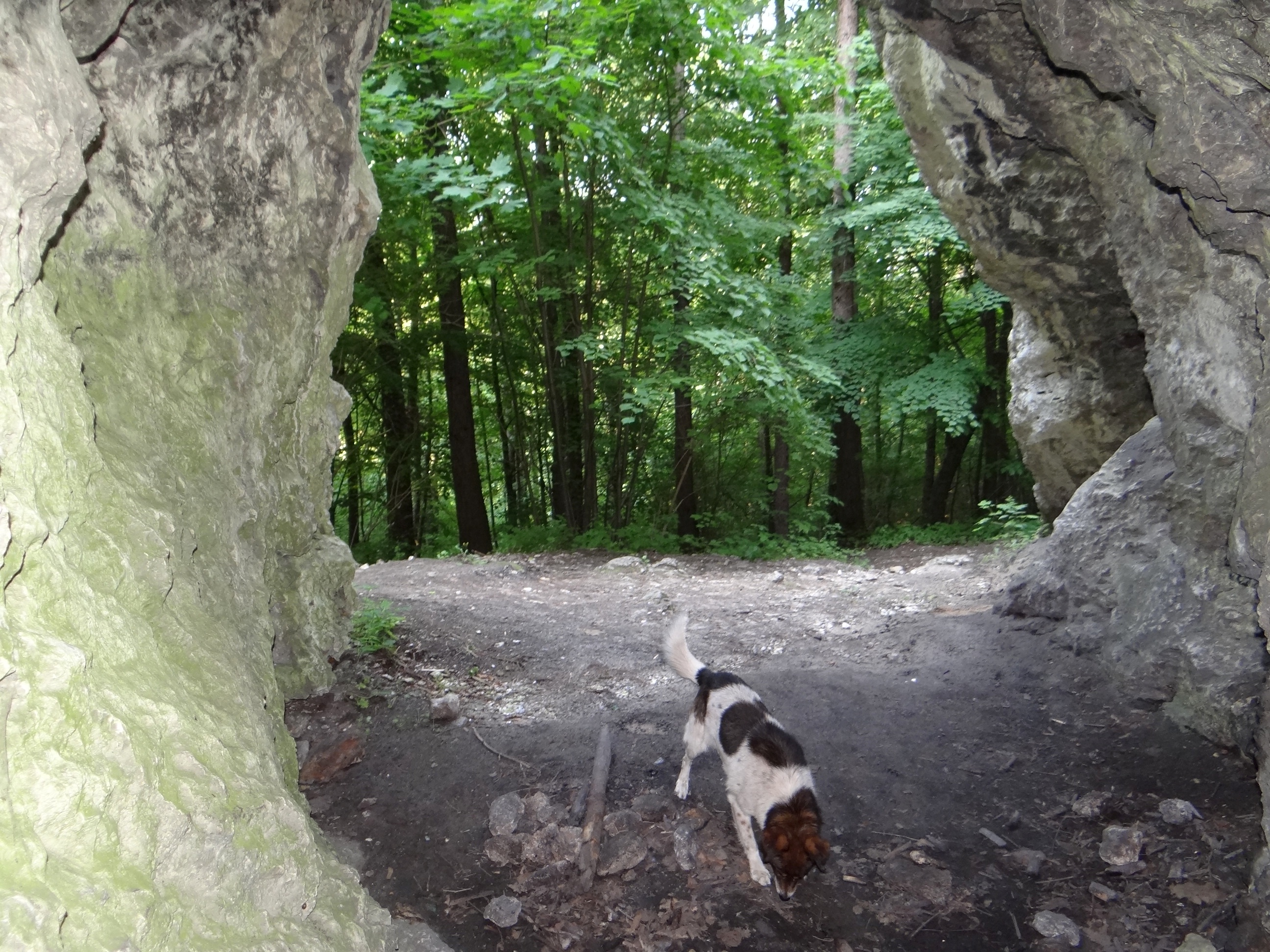